# Наснари
Насна́ри (рос. Наснары, чув. Наснар) — присілок у Чувашії Російської Федерації, у складі Хочашевського сільського поселення Ядринського району.
Населення — 52 особи (2010; 64 в 2002, 110 в 1979, 196 в 1939, 198 в 1926, 195 в 1906, 137 в 1858).

## Історія
Засновано 18 століття як околоток присілка Велике Четаєво (нині не існує). До 1866 року селяни мали статус державних, займались землеробством, тваринництвом. На початку 20 століття діяло 4 вітряки. 1931 року утворено колгосп «Трактор». До 1927 року присілок входив до складу Балдаєвської волості Ядринського повіту, з переходом на райони 1927 року — спочатку у складі Ядринського, у період 1939–1956 років — у складі Совєтського, після чого повернуто назад до складу Ядринського району.

## Господарство
У присілку працює спортивний майданчик.